# 작은 불씨는 어디에나 (드라마)
《작은 불씨는 어디에나》(Little Fires Everywhere)는 2020년 3월 18일부 2020년 4월 22일까지 훌루에서 최초 공개된 미니시리즈이다. 설레스트 잉의 소설 《작은 불씨는 어디에나》(2017)를 원작으로 한다.

## 출연

### 주연
- 리즈 위더스푼
- 케리 워싱턴
- 조슈아 잭슨
- 로즈메리 디윗
- 제이드 페티존

### 조연
- 황루
- 제프 스털츠
- 제이미 레이 뉴먼
- 제시 윌리엄스
- 사리타 슈드후리
- 오스틴 베이시스
- 바이런 맨

### 특별출연
- 애나소피아 로브
- 알로나 탈
- 니콜 비하리
- 루크 브레이시
- 애니카 노니 로즈
- 브릿 로버트슨
- 오브리 조지프